# Валакари, Онни
Онни Валакари (фин. Onni Valakari; родился 18 августа 1999 года, Турку, Финляндия) — финский футболист, полузащитник клуба «Пафос» и сборной Финляндии, выступающий на правах аренды за клуб «Сан-Диего».
Отец Онни — известный финский футболист и тренер Симо Валакари.

## Клубная карьера
Валакари — воспитанник клуба «Акатемия». Летом 2017 года Онни перешёл в ТПС. 19 июля в матче против «Гранкулла ИФК» он дебютировал в Юкконене. 11 августа в поединке против «Хонки» Онни забил свой первый гол за ТПС. По итогам сезона он помог клубу выйти в элиту. 8 апреля 2018 года в матче против «Лахти» он дебютировал в Вейккауслиге.
Летом 2018 года Валакари перешёл в норвежский «Тромсё». 10 августа в матче против «Саннефьорда» он дебютировал в Типпелиге. 1 сентября в поединке против «Стрёмгодсета» Онни забил свой первый гол за «Тромсё».
В начале 2020 года Валакари перешёл в кипрский «Пафос». 1 февраля в матче против «Этникоса» он дебютировал в чемпионате Кипра. В этом же поединке Онни сделал «дубль», забив свои первые голы за «Пафос».

## Международная карьера
11 ноября 2020 года в товарищеском матче против сборной Франции Валакари дебютировал за сборную Финляндии. В этом же поединке он забил свой первый гол за национальную команду.

### Голы за сборную Финляндии
| #   | Дата           | Место                            | Противник | Счёт | Результат | Соревнование      |
| --- | -------------- | -------------------------------- | --------- | ---- | --------- | ----------------- |
| 01. | 11 ноября 2020 | Стад де Франс, Сен-Дени, Франция | Франция   | 0:2  | 0:2       | Товарищеский матч |